# Forzado (matemáticas)
En la disciplina matemática de la teoría de conjuntos, el forzado es una técnica empleada para probar la consistencia y la independencia de diversos resultados. Fue utilizada por primera vez por Paul Cohen en 1963, para demostrar la independencia del axioma de elección y de la hipótesis del continuo de los axiomas de Zermelo-Fraenkel.
El procedimiento de forzado ha sido considerablemente reelaborado y simplificado en los años siguientes, y desde entonces ha servido como una técnica potente, tanto en la teoría de conjuntos como en áreas de la lógica matemática como la teoría de la computabilidad. La teoría descriptiva de conjuntos usa las nociones de forzado tanto de la teoría de recursividad como de la teoría de conjuntos. El forzamiento también se ha utilizado en teoría de modelos, pero es común en la teoría de modelos definir el carácter genérico directamente sin mencionar el forzado.

## Concepto intuitivo
Intuitivamente, el forzado consiste en expandir el conjunto universo teórico {\displaystyle V} a un universo mayor {\displaystyle V^{*}}. En este universo más grande, por ejemplo, se podría disponer de muchos subconjuntos nuevos de {\displaystyle \omega } {\displaystyle =\{0,1,2,\ldots \}} que no estaban en el universo antiguo y, por lo tanto, violar la hipótesis del continuo.
Si bien es imposible cuando se trata de conjuntos finitos, esta es solo otra versión de la paradoja de Cantor sobre el infinito. En principio, se podría considerar que:
{\displaystyle V^{*}=V\times \{0,1\},}
identifique {\displaystyle x\in V} con {\displaystyle (x,0)} y luego introduzca una relación de membresía ampliada que incluya conjuntos nuevos de la forma {\displaystyle (x,1)}. El forzado es una versión más elaborada de esta idea, que reduce la expansión a la existencia de un nuevo conjunto y permite un control preciso sobre las propiedades del universo expandido.
La técnica original de Cohen, ahora llamada forzado ramificado, es ligeramente diferente del forzado sin ramificar expuesto aquí. El forzado también es equivalente al método de modelo booleano-evaluado, que en algunos casos se considera más natural e intuitivo conceptualmente, pero por lo general mucho más difícil de aplicar.

## Conjunto parcialmente ordenado forzado
Un conjunto parcialmente ordenado forzado es un triplete ordenado, {\displaystyle (\mathbb {P} ,\leq ,\mathbf {1} )}, donde {\displaystyle \leq } es un preorden sobre {\displaystyle \mathbb {P} } sin átomos, lo que significa que satisface la siguiente condición:
- Para cada {\displaystyle p\in \mathbb {P} }, existen {\displaystyle q,r\in \mathbb {P} } tales que {\displaystyle q,r\leq p}, pero sin un elemento {\displaystyle s\in \mathbb {P} } tal que {\displaystyle s\leq q,r}. El elemento más grande de {\displaystyle \mathbb {P} } es {\displaystyle \mathbf {1} }, es decir, {\displaystyle p\leq \mathbf {1} } para todos los {\displaystyle p\in \mathbb {P} }.

Los miembros de {\displaystyle \mathbb {P} } se denominan condiciones forzadas o simplemente condiciones. Entonces se entiende que {\displaystyle p\leq q} implica que "{\displaystyle p} es más fuerte que {\displaystyle q}". Intuitivamente, la condición "menor" proporciona "más" información, al igual que el intervalo menor {\displaystyle [3.1415926,3.1415927]} proporciona más información sobre el número {\displaystyle \pi } que el intervalo {\displaystyle [3.1,3.2]}.
Hay varias convenciones en uso. Algunos autores requieren que la relación {\displaystyle \leq } también sea antisimétrica, por lo que la relación es un orden parcial. Ocasionalmente se usa el término conjunto parcialmente ordenado de todos modos, en conflicto con la terminología estándar, mientras que también se usa el término conjunto preordenado. Se puede prescindir del elemento más grande. También se utiliza el orden inverso, sobre todo por Saharon Shelah y sus coautores.

### Nombres P
Asociada con un conjunto parcialmente ordenado forzado {\displaystyle \mathbb {P} } está la clase {\displaystyle V^{(\mathbb {P} )}} de {\displaystyle \mathbb {P} }-nombres. Un nombre {\displaystyle \mathbb {P} } es un conjunto {\displaystyle A} de la forma
{\displaystyle A\subseteq \{(u,p)\mid u~{\text{es un}}~\mathbb {P} {\text{-nombre y}}~p\in \mathbb {P} \}.}
En realidad, esta es una definición por recursividad transfinita. Más precisamente, se usa en primer lugar la inducción transfinita para definir la siguiente jerarquía:
{\displaystyle {\begin{aligned}\operatorname {Nombre} (\varnothing )&=\varnothing ;\\\operatorname {Nombre} (\alpha +1)&={\mathcal {P}}(\operatorname {Nombre} (\alpha )\times \mathbb {P} ),{\text{ donde }}{\mathcal {P}}{\text{ denota el operador potencia de conjuntos}};\\\operatorname {Nombre} (\lambda )&=\bigcup \{\operatorname {Nombre} (\alpha )\mid \alpha <\lambda \},{\text{ si }}\lambda {\text{ es un ordinal límite}}.\end{aligned}}}
Entonces la clase de nombres {\displaystyle \mathbb {P} } se define como
{\displaystyle V^{(\mathbb {P} )}=\bigcup \{\operatorname {Nombre} (\alpha )~|~\alpha ~{\text{es un ordinal}}\}.}
Los nombres {\displaystyle \mathbb {P} } son, de hecho, una expansión del universo. Dado {\displaystyle x\in V}, se define {\displaystyle {\check {x}}} como el nombre {\displaystyle \mathbb {P} }
{\displaystyle {\check {x}}=\{({\check {y}},\mathbf {1} )\mid y\in x\}.}
Una vez más, esta es realmente una definición por recursividad transfinita.

### Interpretación
Dado cualquier subconjunto {\displaystyle G} de {\displaystyle \mathbb {P} }, a continuación se define la aplicación de interpretación o valoración de los nombres {\displaystyle \mathbb {P} } por
{\displaystyle \operatorname {val} (u,G)=\{\operatorname {val} (v,G)\mid \exists p\in G:~(v,p)\in u\}.}
Esta es de nuevo una definición por recursividad transfinita. Téngase en cuenta que si {\displaystyle \mathbf {1} \in G}, entonces {\displaystyle \operatorname {val} ({\check {x}},G)=x}. Luego se define
{\displaystyle {\underline {G}}=\{({\check {p}},p)\mid p\in G\}}
para que {\displaystyle \operatorname {val} ({\underline {G}},G)=\{\operatorname {val} ({\check {p}},G)\mid p\in G\}=G}.

### Ejemplo
Un buen ejemplo de un conjunto parcialmente ordenado forzado es {\displaystyle (\operatorname {Bor} (I),\subseteq ,I)}, donde {\displaystyle I=[0,1]} y {\displaystyle \operatorname {Bor} (I)} es la colección de los subconjuntos de Borel de {\displaystyle I} que tienen medida de Lebesgue distinta de cero. En este caso, se puede hablar de las condiciones como probabilidades, y un nombre {\displaystyle \operatorname {Bor} (I)} asigna membresía en un sentido probabilístico. Debido a la intuición que este ejemplo puede proporcionar, el lenguaje probabilístico a veces se usa con otros postulados de forzado divergentes.

## Modelos transitivos contables y filtros genéricos
El paso clave para el forzado es, dado un universo {\displaystyle {\mathsf {ZFC}}} {\displaystyle V}, encontrar un objeto apropiado {\displaystyle G} que no esté en {\displaystyle V}. La clase resultante de todas las interpretaciones de los nombres {\displaystyle \mathbb {P} } será un modelo de {\displaystyle {\mathsf {ZFC}}} que amplía adecuadamente el {\displaystyle V} original (desde {\displaystyle G\notin V}).
En lugar de trabajar con {\displaystyle V}, es útil considerar un modelo transitivo contable {\displaystyle M} con {\displaystyle (\mathbb {P} ,\leq ,\mathbf {1} )\in M}. "Modelo" se refiere a un modelo de la teoría de conjuntos, ya sea de todo {\displaystyle {\mathsf {ZFC}}}, o de un modelo de un subconjunto grande pero finito de {\displaystyle {\mathsf {ZFC}}}, o alguna variante del mismo. "Transitividad" significa que si {\displaystyle x\in y\in M}, entonces {\displaystyle x\in M}. El lema de colapso de Mostowski establece que esto se puede asumir si la relación de membresía está bien fundada. El efecto de la transitividad es que la membresía y otras nociones elementales pueden manejarse intuitivamente. El carácter de contable del modelo se basa en el teorema de Löwenheim-Skolem.
Como {\displaystyle M} es un conjunto, hay conjuntos que no están en {\displaystyle M}; esto se deriva de la paradoja de Russell. El conjunto propio {\displaystyle G} para seleccionar y adjuntar a {\displaystyle M} es un filtro genérico en {\displaystyle \mathbb {P} }. La condición de "filtro" significa que:
- {\displaystyle G\subseteq \mathbb {P} ;}
- {\displaystyle \mathbf {1} \in G;}
- si {\displaystyle p\geq q\in G}, entonces {\displaystyle p\in G;}
- si {\displaystyle p,q\in G}, entonces existe un {\displaystyle r\in G} tal que {\displaystyle r\leq p,q.}

Que {\displaystyle G} sea "genérico", significa que:
- Si {\displaystyle D\in M} es un subconjunto "denso" de {\displaystyle \mathbb {P} } (es decir, para cada {\displaystyle p\in \mathbb {P} }, existe un {\displaystyle q\in D} tal que {\displaystyle q\leq p}), entonces {\displaystyle G\cap D\neq \varnothing }.

La existencia de un filtro genérico {\displaystyle G} se deriva del lema de Rasiowa-Sikorski. De hecho, es cierto algo más: dada una condición {\displaystyle p\in \mathbb {P} }, se puede encontrar un filtro genérico {\displaystyle G} tal que {\displaystyle p\in G}. Debido a la condición de división en {\displaystyle \mathbb {P} } (anteriormente denominada "sin átomos"), si {\displaystyle G} es un filtro, entonces {\displaystyle \mathbb {P} \setminus G} es denso. Si {\displaystyle G\in M}, entonces {\displaystyle \mathbb {P} \setminus G\in M} porque {\displaystyle M} es un modelo de {\displaystyle {\mathsf {ZFC}}}. Por esta razón, un filtro genérico nunca está en {\displaystyle M}.

## Forzado
Dado un filtro genérico {\displaystyle G\subseteq \mathbb {P} }, se procede de la siguiente manera. La subclase de nombres {\displaystyle \mathbb {P} } en {\displaystyle M} se denota como {\displaystyle M^{(\mathbb {P} )}}. Sea
{\displaystyle M[G]=\left\{\operatorname {val} (u,G)~{\Big |}~u\in M^{(\mathbb {P} )}\right\}.}
Para reducir el estudio de la teoría de conjuntos de {\displaystyle M[G]} al de {\displaystyle M}, se trabaja con el "lenguaje forzado", que se construye como una lógica de primer orden ordinaria, con la pertenencia como relación binaria y todos los nombres {\displaystyle \mathbb {P} } como constantes.
Se define {\displaystyle p\Vdash _{M,\mathbb {P} }\varphi (u_{1},\ldots ,u_{n})} (que debe leerse como "{\displaystyle p} fuerza a {\displaystyle \varphi } en el modelo {\displaystyle M} con el conjunto parcialmente ordenado {\displaystyle \mathbb {P} }"), donde {\displaystyle p} es una condición, {\displaystyle \varphi } es una fórmula en el lenguaje forzado y los {\displaystyle u_{i}} son nombres de {\displaystyle \mathbb {P} }, lo que significa que si {\displaystyle G} es un filtro genérico que contiene {\displaystyle p}, entonces {\displaystyle M[G]\models \varphi (\operatorname {val} (u_{1},G),\ldots ,\operatorname {val} (u_{n},G))}. El caso especial {\displaystyle \mathbf {1} \Vdash _{M,\mathbb {P} }\varphi } se escribe a menudo como "{\displaystyle \mathbb {P} \Vdash _{M,\mathbb {P} }\varphi }" o simplemente "{\displaystyle \Vdash _{M,\mathbb {P} }\varphi }". Tales declaraciones son verdaderas en {\displaystyle M[G]}, sin importar lo que sea {\displaystyle G}.
En resumen, {\displaystyle f} es desconocido en {\displaystyle V} ya que depende de {\displaystyle G}, pero no es completamente desconocido para un forzado de conjunto de cadena contable (c.c.c.). Se puede identificar un conjunto contable de conjeturas sobre que es el valor de {\displaystyle f} en cualquier entrada, independientemente de {\displaystyle G}.
Lo importante es que esta definición externa de la relación de forzamiento {\displaystyle p\Vdash _{M,\mathbb {P} }\varphi } es equivalente a una definición interna dentro de {\displaystyle M}, definida por inducción transfinita sobre los nombres {\displaystyle \mathbb {P} } en instancias de {\displaystyle u\in v} y {\displaystyle u=v}, y luego por inducción ordinaria sobre la complejidad de las fórmulas. Esto tiene el efecto de que todas las propiedades de {\displaystyle M[G]} son realmente propiedades de {\displaystyle M}, y la verificación de {\displaystyle {\mathsf {ZFC}}} en {\displaystyle M[G]} se vuelve sencilla. Esto generalmente se resume en las siguientes tres propiedades clave:
- Verdad: {\displaystyle M[G]\models \varphi (\operatorname {val} (u_{1},G),\ldots ,\operatorname {val} (u_{n},G))} bicondicional es forzado por {\displaystyle G}, es decir, para alguna condición {\displaystyle p\in G}, se tiene que {\displaystyle p\Vdash _{M,\mathbb {P} }\varphi (u_{1},\ldots ,u_{n})}.
- Definibilidad: La declaración "{\displaystyle p\Vdash _{M,\mathbb {P} }\varphi (u_{1},\ldots ,u_{n})}" se puede definir en {\displaystyle M}.
- Coherencia: {\displaystyle p\Vdash _{M,\mathbb {P} }\varphi (u_{1},\ldots ,u_{n})\land q\leq p\implies q\Vdash _{M,\mathbb {P} }\varphi (u_{1},\ldots ,u_{n})}.

Se define la relación de forzado {\displaystyle \Vdash _{M,\mathbb {P} }} en {\displaystyle M} por inducción sobre la complejidad de fórmulas, en la que primero se da la relación para fórmulas atómicas por inducción {\displaystyle \in } y luego se implementa para fórmulas arbitrarias por inducción sobre su complejidad.
Primero se define la relación de forzado en fórmulas atómicas, haciéndolo para ambos tipos de fórmulas, {\displaystyle x\in y} y {\displaystyle x=y}, simultáneamente. Esto significa que se define una relación {\displaystyle R(p,a,b,t,\mathbb {P} )} donde {\displaystyle t} denota el tipo de fórmula de la siguiente manera:
1. {\displaystyle R(p,a,b,0,\mathbb {P} )} significa {\displaystyle p\Vdash _{\mathbb {P} }a\in b}.
2. {\displaystyle R(p,a,b,1,\mathbb {P} )} significa {\displaystyle p\Vdash _{\mathbb {P} }a=b}.
3. {\displaystyle R(p,a,b,2,\mathbb {P} )} significa {\displaystyle p\Vdash _{\mathbb {P} }a\subseteq b}.

Aquí {\displaystyle p} es una condición y {\displaystyle a} y {\displaystyle b} son nombres {\displaystyle \mathbb {P} }. Sea {\displaystyle R(p,a,b,t,\mathbb {P} )} una fórmula definida por la inducción de {\displaystyle \in }:
R1. {\displaystyle R(p,a,b,0,\mathbb {P} )} si y solo si {\displaystyle (\forall q\leq p)(\exists r\leq q)(\exists (s,c)\in b)(r\leq s\,\land \,R(r,a,c,1,\mathbb {P} ))}.
R2. {\displaystyle R(p,a,b,1,\mathbb {P} )} si y solo si {\displaystyle R(r,a,b,2,\mathbb {P} )\,\land \,R(r,b,a,2,\mathbb {P} )}.
R3. {\displaystyle R(p,a,b,2,\mathbb {P} )} si y solo si {\displaystyle (\forall (s,c)\in a)(\forall q\leq p)(\exists r\leq q)(r\leq s\,\Rightarrow \,R(r,c,b,0,\mathbb {P} ))}.
Más formalmente, se usa la siguiente relación binaria {\displaystyle \mathbb {P} }-nombres: sea {\displaystyle S(a,b)} válido para los nombres {\displaystyle a} y {\displaystyle b} si y solo si {\displaystyle (p,a)\in b} para al menos una condición {\displaystyle p}. Esta relación está bien fundada, lo que significa que para cualquier nombre {\displaystyle a} la clase de todos los nombres {\displaystyle b}, tal que {\displaystyle S(a,b)} tiene, es un conjunto y no hay ninguna función {\displaystyle f:\omega \longrightarrow Nombres} tal que {\displaystyle (\forall n\in \omega )S(f(n+1),f(n))}.
En general, una relación bien fundada no es un preorden, porque podría no ser transitiva. Pero, si se considera como un "ordenamiento", es una relación sin infinitas secuencias decrecientes y donde para cualquier elemento la clase de elementos por debajo es un conjunto.
Es fácil cerrar cualquier relación binaria de transitividad. Para los nombres {\displaystyle a} y {\displaystyle b}, {\displaystyle a<b} se cumple si hay al menos una secuencia finita {\displaystyle c_{0},\dots ,c_{n}} (como aplicación con dominio {\displaystyle \{0,\dots ,n\}}) para algunos {\displaystyle n>0} tales que {\displaystyle c_{0}=a}, {\displaystyle c_{n}=b} y se cumple para algún {\displaystyle i<n}, que {\displaystyle S(c_{i-1},c_{i})}. 
Este ordenamiento también está bien fundado.
Definimos el siguiente orden bien definido en pares de nombres: {\displaystyle T((a,b),(c,d))} si se cumple uno de los siguientes:
1. {\displaystyle \max\{a,b\}<\max\{c,d\}},
2. {\displaystyle \max\{a,b\}=\max\{c,d\}} y {\displaystyle \min\{a,b\}<\min\{c,d\}},
3. {\displaystyle \max\{a,b\}=\max\{c,d\}} y {\displaystyle \min\{a,b\}=\min\{c,d\}} y {\displaystyle a<c}.

La relación {\displaystyle R(p,a,b,t,\mathbb {P} )} se define por recursividad en pares {\displaystyle (a,b)} de nombres. Para cualquier par, se define por la misma relación en pares "más simples". En realidad, por el teorema de recursividad hay una fórmula {\displaystyle R(p,a,b,t,\mathbb {P} )} tal que R1, R2 y R3 son teoremas porque su valor de verdad en algún punto está definido por sus valores de verdad en puntos "más pequeños" en relación con alguna relación bien fundada utilizada como "ordenar". Ahora, se está preparados para definir la relación forzada:
1. {\displaystyle p\Vdash _{\mathbb {P} }a\in b} significa {\displaystyle a,b\in Nombre\,\land \,R(p,a,b,0,\mathbb {P} )}.
2. {\displaystyle p\Vdash _{\mathbb {P} }a=b} significa {\displaystyle a,b\in Nombre\,\land \,R(p,a,b,1,\mathbb {P} )}.
3. {\displaystyle p\Vdash _{\mathbb {P} }\lnot f(a_{1},\dots ,a_{n})} significa {\displaystyle a_{1},\dots ,a_{n}\in Nombre\,\land \,\lnot (\exists q\leq p)q\Vdash _{\mathbb {P} }f(a_{1},\dots ,a_{n})}.
4. {\displaystyle p\Vdash _{\mathbb {P} }(f(a_{1},\dots ,a_{n})\land g(a_{1},\dots ,a_{n}))} significa {\displaystyle a_{1},\dots ,a_{n}\in Nombre\,\land \,(p\Vdash _{\mathbb {P} }f(a_{1},\dots ,a_{n}))\land (p\Vdash _{\mathbb {P} }g(a_{1},\dots ,a_{n}))}.
5. {\displaystyle p\Vdash _{\mathbb {P} }(\forall x)f(a_{1},\dots ,a_{n},x)} significa {\displaystyle a_{1},\dots ,a_{n}\in Nombre\,\land \,a_{1},\dots ,a_{n}\in Nombre\,\land \,(\forall b\in Nombres)p\Vdash _{\mathbb {P} }f(a_{1},\dots ,a_{n},b)}.

En realidad, esta es una transformación de una fórmula arbitraria {\displaystyle f(x_{1},\dots ,x_{n})} a la fórmula {\displaystyle p\Vdash _{\mathbb {P} }f(x_{1},\dots ,x_{n})} donde {\displaystyle p} y {\displaystyle \mathbb {P} } son variables adicionales. Esta es la definición de la relación de forzado en el universo {\displaystyle V} de todos los conjuntos independientemente de cualquier modelo transitivo contable. Sin embargo, existe una relación entre esta formulación "sintáctica" de forzado y la formulación "semántica" de forzado sobre algún modelo transitivo contable {\displaystyle M}.
1. Para cualquier fórmula {\displaystyle f(x_{1},\dots ,x_{n})} existe un teorema {\displaystyle T} de la teoría {\displaystyle {\mathsf {ZFC}}} (por ejemplo, conjunción de un número finito de axiomas) tal que para cualquier modelo transitivo contable {\displaystyle M} tal que {\displaystyle M\models T} y cualquier orden parcial sin átomos {\displaystyle \mathbb {P} \in M} y cualquier {\displaystyle \mathbb {P} }-filtro genérico {\displaystyle G} sobre {\displaystyle M}
{\displaystyle (\forall a_{1},\ldots ,a_{n}\in M^{\mathbb {P} })(\forall p\in \mathbb {P} )(p\Vdash _{M,\mathbb {P} }f(a_{1},\dots ,a_{n})\,\Leftrightarrow \,M\models p\Vdash _{\mathbb {P} }f(a_{1},\dots ,a_{n})).}
Esto se denomina propiedad de definibilidad de la relación de forzado.

## Consistencia
La discusión anterior se puede resumir en el resultado de consistencia fundamental de que, dado un conjunto parcialmente ordenado forzado {\displaystyle \mathbb {P} }, se puede asumir la existencia de un filtro genérico {\displaystyle G}, que no pertenece al universo {\displaystyle V}, de modo que {\displaystyle V[G]} es nuevamente un universo de teoría de conjuntos que modela {\displaystyle {\mathsf {ZFC}}}. Además, todas las verdades en {\displaystyle V[G]} pueden reducirse a verdades en {\displaystyle V} que involucran la relación forzada.
Ambos estilos, junto a {\displaystyle G} a un modelo transitivo contable {\displaystyle M} o al universo completo {\displaystyle V}, se utilizan comúnmente. Es menos común el enfoque que utiliza la definición "interna" de forzado, en la que no se hace mención de modelos de conjuntos o clases. Este fue el método original de Cohen, y en una elaboración, se convierte en el método de análisis con valores booleanos.

## Forzado de Cohen
En el conjunto parcialmente ordenado forzado no trivial más simple es {\displaystyle (\operatorname {Fin} (\omega ,2),\supseteq ,0)}, las funciones parciales finitas de {\displaystyle \omega } a {\displaystyle 2~{\stackrel {\text{df}}{=}}~\{0,1\}} bajo la inclusión "inversa". Es decir, una condición {\displaystyle p} es esencialmente dos subconjuntos finitos disjuntos {\displaystyle {p^{-1}}[1]} y {\displaystyle {p^{-1}}[0]} de {\displaystyle \omega }, que deben considerarse como las partes "sí" y "no" de {\displaystyle p}, sin información proporcionada sobre valores fuera del dominio de {\displaystyle p}. "{\displaystyle q} es más fuerte que {\displaystyle p}" significa que {\displaystyle q\supseteq p}, en otras palabras, las partes "sí" y "no" de {\displaystyle q} son superconjuntos de las partes "sí" y "no" de {\displaystyle p}, y en ese sentido, brindan más información.
Sea {\displaystyle G} un filtro genérico para este conjunto parcialmente ordenado. Si {\displaystyle p} y {\displaystyle q} están ambos en {\displaystyle G}, entonces {\displaystyle p\cup q} es una condición porque {\displaystyle G} es un filtro. Esto significa que {\displaystyle g=\bigcup G} es una función parcial bien definida de {\displaystyle \omega } a {\displaystyle 2} porque dos condiciones cualesquiera en {\displaystyle G} coinciden en su dominio común.
De hecho, {\displaystyle g} es una función total. Dado {\displaystyle n\in \omega }, sea {\displaystyle D_{n}=\{p\mid p(n)~{\text{is defined}}\}}. Entonces {\displaystyle D_{n}} es denso. (Dado cualquier {\displaystyle p}, si {\displaystyle n} no está en el dominio de {\displaystyle p}, se adjunta un valor para {\displaystyle n}; el resultado está en {\displaystyle D_{n}}.) Una condición {\displaystyle p\in G\cap D_{n}} tiene {\displaystyle n} en su dominio y, desde {\displaystyle p\subseteq g}, se tiene que {\displaystyle g(n)} está definido.
Sea {\displaystyle X={g^{-1}}[1]}, el conjunto de todos los miembros "sí" de las condiciones genéricas. Es posible dar un nombre a {\displaystyle X} directamente. Sea
{\displaystyle {\underline {X}}=\left\{\left({\check {n}},p\right)\mid p(n)=1\right\}.}
Entonces {\displaystyle \operatorname {val} ({\underline {X}},G)=X.} Ahora supóngsea que {\displaystyle A\subseteq \omega } en {\displaystyle V}. Se afirma que {\displaystyle X\neq A}. Sea ahora
{\displaystyle D_{A}=\{p\mid (\exists n)(n\in \operatorname {Dom} (p)\land (p(n)=1\iff n\notin A))\}.}
Entonces {\displaystyle D_{A}} es denso. (Dado cualquier {\displaystyle p}, buscar un {\displaystyle n} que no esté en su dominio y adjúntese un valor para {\displaystyle n} contrario al estado de "{\displaystyle n\in A}"). Entonces cualquier {\displaystyle p\in G\cap D_{A}} presencia {\displaystyle X\neq A}. Para resumir, {\displaystyle X} es un subconjunto "nuevo" de {\displaystyle \omega }, necesariamente infinito.
Reemplazando {\displaystyle \omega } por {\displaystyle \omega \times \omega _{2}}, es decir, considerando en su lugar funciones parciales finitas cuyas entradas son de la forma {\displaystyle (n,\alpha )}, con {\displaystyle n<\omega } y {\displaystyle \alpha <\omega _{2}}, y cuyas salidas son {\displaystyle 0} o {\displaystyle 1}, se obtienen {\displaystyle \omega _{2}} nuevos subconjuntos de {\displaystyle \omega }. Todos son distintos, por un argumento de densidad: dado {\displaystyle \alpha <\beta <\omega _{2}}, entonces
{\displaystyle D_{\alpha ,\beta }=\{p\mid (\exists n)(p(n,\alpha )\neq p(n,\beta ))\},}
de forma que cada {\displaystyle D_{\alpha ,\beta }} es denso, y una condición genérica en él prueba que el α-ésimo nuevo conjunto no está de acuerdo con el nuevo conjunto {\displaystyle \beta }.
Esta no es todavía la falsificación de la hipótesis del continuo. Se debe probar que no se han introducido nuevas aplicaciones que hagan corresponder {\displaystyle \omega } en {\displaystyle \omega _{1}}, o {\displaystyle \omega _{1}} en {\displaystyle \omega _{2}}. Por ejemplo, si se considera en su lugar {\displaystyle \operatorname {Fin} (\omega ,\omega _{1})}, funciones parciales finitas de {\displaystyle \omega } a {\displaystyle \omega _{1}}, el primer ordinal no numerable, se obtiene en {\displaystyle V[G]} una biyección de {\displaystyle \omega } a {\displaystyle \omega _{1}}. En otras palabras, {\displaystyle \omega _{1}} está "colapsado", y en la extensión forzada, es un ordinal contable.
El último paso para demostrar la independencia de la hipótesis del continuo, entonces, es mostrar que el forzado de Cohen no colapsa los cardinales. Para ello, una propiedad combinatoria suficiente es que todos las anticadenas del conjunto parcialmente ordenado forzado son contables.

## Condición de cadena contable
Una anticadena fuerte {\displaystyle A} de {\displaystyle \mathbb {P} } es un subconjunto tal que si {\displaystyle p,q\in A}, entonces {\displaystyle p} y {\displaystyle q} son incompatibles (escrito {\displaystyle p\perp q}), lo que significa que no hay {\displaystyle r} en {\displaystyle \mathbb {P} } tal que {\displaystyle r\leq p} y {\displaystyle r\leq q}. En el ejemplo de conjuntos de Borel, la incompatibilidad significa que {\displaystyle p\cap q} tiene medida cero. En el ejemplo de funciones parciales finitas, la incompatibilidad significa que {\displaystyle p\cup q} no es una función, en otras palabras, {\displaystyle p} y {\displaystyle q} asignan valores diferentes a alguna entrada de dominio.
{\displaystyle \mathbb {P} } satisface la condición de cadena contable (c.c.c.) si y solo si cada anticadena en {\displaystyle \mathbb {P} } es contable (el nombre, que obviamente es inapropiado, es un vestigio de terminología más antigua. Algunos matemáticos escriben "c.a.c." por "condición de anticadena contable").
Es fácil ver que {\displaystyle \operatorname {Bor} (I)} satisface el c.c.c. porque las medidas suman como máximo {\displaystyle 1}. Además, {\displaystyle \operatorname {Fin} (E,2)} satisface la c.c.c., pero la prueba es más difícil.
Dada una subfamilia incontable {\displaystyle W\subseteq \operatorname {Fin} (E,2)}, reduzca {\displaystyle W} a una subfamilia incontable {\displaystyle W_{0}} de conjuntos de tamaño {\displaystyle n}, para algunos {\displaystyle n<\omega }. Si {\displaystyle p(e_{1})=b_{1}} para innumerables {\displaystyle p\in W_{0}}, se reduce esto a una subfamilia incontable {\displaystyle W_{1}} y repita, obteniendo un conjunto finito {\displaystyle \{(e_{1},b_{1}),\ldots ,(e_{k},b_{k})\}} y una familia incontable {\displaystyle W_{k}} de condiciones incompatibles de tamaño {\displaystyle n-k} de modo que cada {\displaystyle e} esté en {\displaystyle \operatorname {Dom} (p)} durante como máximo muchos {\displaystyle p\in W_{k}} contables. Ahora, elíjase un {\displaystyle p\in W_{k}} arbitrario y elíjase de {\displaystyle W_{k}} cualquier {\displaystyle q} que no sea uno de los innumerables miembros que tienen un miembro de dominio en común con {\displaystyle p}. Entonces {\displaystyle p\cup \{(e_{1},b_{1}),\ldots ,(e_{k},b_{k})\}} y {\displaystyle q\cup \{(e_{1},b_{1}),\ldots ,(e_{k},b_{k})\}} son compatibles, por lo que {\displaystyle W} no es una anticadena. En otras palabras, {\displaystyle \operatorname {Fin} (E,2)}-anticadenas son contables.
La importancia de las anticadenas en el forzado es que para la mayoría de los propósitos, los conjuntos densos y las anticadenas máximas son equivalentes. Una anticadena "máxima" {\displaystyle A} es aquella que no se puede extender a una anticadena más grande. Esto significa que cada elemento {\displaystyle p\in \mathbb {P} } es compatible con algún miembro de {\displaystyle A}. La existencia de una anticadena máxima se deriva del lema de Zorn. Dada una anticadena máxima {\displaystyle A}, sea
{\displaystyle D=\left\{p\in \mathbb {P} \mid (\exists q\in A)(p\leq q)\right\}.}
Entonces {\displaystyle D} es denso, y {\displaystyle G\cap D\neq \varnothing } si y solo si {\displaystyle G\cap A\neq \varnothing }. Por el contrario, dado un conjunto denso {\displaystyle D}, el Lema de Zorn demuestra que existe una anticadena máxima {\displaystyle A\subseteq D}, y entonces {\displaystyle G\cap D\neq \varnothing } si y solo si {\displaystyle G\cap A\neq \varnothing }.
Supóngase que {\displaystyle \mathbb {P} } satisface la c.c.c. Dado {\displaystyle x,y\in V}, con {\displaystyle f:x\to y} una función en {\displaystyle V[G]}, se puede aproximar {\displaystyle f} dentro de {\displaystyle V} de la siguiente manera. Sea {\displaystyle u} un nombre para {\displaystyle f} (según la definición de {\displaystyle V[G]}) y sea {\displaystyle p} una condición que obligue a {\displaystyle u} a ser una función de {\displaystyle x} a {\displaystyle y}. Defínase una función {\displaystyle F}, cuyo dominio es {\displaystyle x}, por
{\displaystyle F(a){\stackrel {\text{df}}{=}}\left\{b\left|(\exists q\in \mathbb {P} )\left[(q\leq p)\land \left(q\Vdash ~u\left({\check {a}}\right)={\check {b}}\right)\right]\right\}.\right.}
Por la definibilidad de forzado, esta definición tiene sentido dentro de {\displaystyle V}. Por la coherencia del forzado, un {\displaystyle b} diferente proviene de un {\displaystyle p} incompatible. Por la c.c.c., {\displaystyle F(a)} es contable.
En resumen, {\displaystyle f} es desconocido en {\displaystyle V} ya que depende de {\displaystyle G}, pero no es completamente desconocido para un forzado de la c.c.c. Se puede identificar un conjunto contable de conjeturas sobre cuál es el valor de {\displaystyle f} en cualquier entrada, independientemente de {\displaystyle G}.
Esto tiene la siguiente consecuencia muy importante. Si en {\displaystyle V[G]}, {\displaystyle f:\alpha \to \beta } es una sobreyección de un ordinal infinito a otro, entonces existe una sobreyección {\displaystyle g:\omega \times \alpha \to \beta } en {\displaystyle V} y, en consecuencia, una sobreyección {\displaystyle h:\alpha \to \beta } en {\displaystyle V}. En particular, los cardinales no pueden colapsar. La conclusión es que {\displaystyle 2^{\aleph _{0}}\geq \aleph _{2}} en {\displaystyle V[G]}.

## Forzado de Easton
El valor exacto del continuo en el modelo de Cohen anterior, y variantes como {\displaystyle \operatorname {Fin} (\omega \times \kappa ,2)} para los cardinales {\displaystyle \kappa } en general, fue elaborado por Robert M. Solovay, quien también descubrió cómo violar {\displaystyle {\mathsf {GCH}}} (la hipótesis del continuo generalizado), solo para un cardinal regular, y un número finito de veces. Por ejemplo, en el modelo de Cohen anterior, si {\displaystyle {\mathsf {CH}}} se mantiene en {\displaystyle V}, entonces {\displaystyle 2^{\aleph _{0}}=\aleph _{2}} se mantiene en {\displaystyle V[G]}.
William B. Easton elaboró la versión de clase adecuada capaz de violar el {\displaystyle {\mathsf {GCH}}} para los cardinales regulares, básicamente mostrando que las restricciones conocidas, (monotonicidad, teorema de Cantor y teorema de König), eran las únicas restricciones demostrables por {\displaystyle {\mathsf {ZFC}}} (véase teorema de Easton).
El trabajo de Easton fue notable porque implicó el forzado con una clase adecuada de condiciones. En general, el método de forzado con una clase adecuada de condiciones no da un modelo de {\displaystyle {\mathsf {ZFC}}}. Por ejemplo, el forzado con {\displaystyle \operatorname {Fin} (\omega \times \mathbf {On} ,2)}, donde {\displaystyle \mathbf {On} } es la clase adecuada de todos los ordinales, hace que el continuo sea una clase adecuada. Por otro lado, el forzado con {\displaystyle \operatorname {Fin} (\omega ,\mathbf {On} )} introduce una enumeración contable de los ordinales. En ambos casos, el {\displaystyle V[G]} resultante no es visiblemente un modelo de {\displaystyle {\mathsf {ZFC}}}.
En un momento, se pensó que un forzado más sofisticado también permitiría una variación arbitraria en las potencias de los cardinales singulares. Sin embargo, esto ha resultado ser un problema difícil, sutil e incluso sorprendente, con varios restricciones probables más en {\displaystyle {\mathsf {ZFC}}} y con los modelos de forzado dependiendo de la consistencia de varias propiedades de un gran cardinal. todavía quedan muchos problemas abiertos en este campo.

## Reales aleatorios
El forzado aleatorio se puede definir como el forzado sobre el conjunto {\displaystyle P} de todos los subconjuntos compactos de {\displaystyle [0,1]} de medida positiva ordenados por relación {\displaystyle \subseteq } (el conjunto más pequeño en el contexto de inclusión es un conjunto más pequeño en el orden y representa la condición con más información). Hay dos tipos de conjuntos densos importantes:
1. Para cualquier entero positivo {\displaystyle n}, el conjunto
{\displaystyle D_{n}=\left\{p\in P:\operatorname {diam} (p)<{\frac {1}{n}}\right\}}
es denso, donde {\displaystyle \operatorname {diam} (p)} es el diámetro del conjunto {\displaystyle p}.
2. Para cualquier subconjunto de Borel {\displaystyle B\subseteq [0,1]} de medida 1, el conjunto
{\displaystyle D_{B}=\{p\in P:p\subseteq B\}}
es denso.
Para cualquier filtro {\displaystyle G} y para un número finito de elementos {\displaystyle p_{1},\ldots ,p_{n}\in G} hay {\displaystyle q\in G} tal que contiene {\displaystyle q\leq p_{1},\ldots ,p_{n}}. En el caso de este orden, esto significa que cualquier filtro es un conjunto de conjuntos compactos con la propiedad de intersección finita. Por esta razón, la intersección de todos los elementos de cualquier filtro no está vacía. Si {\displaystyle G} es un filtro que cruza el conjunto denso {\displaystyle D_{n}} para cualquier entero positivo {\displaystyle n}, entonces el filtro {\displaystyle G} contiene condiciones de diámetro positivo arbitrariamente pequeño. Por lo tanto, la intersección de todas las condiciones de {\displaystyle G} tiene diámetro 0. Pero los únicos conjuntos no vacíos de diámetro 0 son únicos. Entonces, hay exactamente un número real {\displaystyle r_{G}} tal que {\displaystyle r_{G}\in \bigcap G}.
Sea {\displaystyle B\subseteq [0,1]} cualquier conjunto de medidas de Borel 1. Si {\displaystyle G} se cruza con {\displaystyle D_{B}}, entonces {\displaystyle r_{G}\in B}.
Sin embargo, un filtro genérico sobre un modelo transitivo contable {\displaystyle V} no está en {\displaystyle V}. El {\displaystyle r_{G}} real definido por {\displaystyle G} probablemente no es un elemento de {\displaystyle V}. El problema es que si {\displaystyle p\in P}, entonces {\displaystyle V\models } "{\displaystyle p} es compacto", pero desde el punto de vista de un universo mayor {\displaystyle U\supset V}, {\displaystyle p} puede no ser compacto y la intersección de todas las condiciones del filtro genérico {\displaystyle G} está realmente vacía. Por esta razón, se considera el conjunto {\displaystyle C=\{{\bar {p}}:p\in G\}} de cierres topológicos de condiciones de G. Debido a {\displaystyle {\bar {p}}\supseteq p} y la propiedad de intersección finita de {\displaystyle G}, el conjunto {\displaystyle C} también tiene la propiedad de intersección finita. Los elementos del conjunto {\displaystyle C} son conjuntos cerrados delimitados como cierres de conjuntos delimitados. Por lo tanto, {\displaystyle C}
es un conjunto de conjuntos compactos con la propiedad de intersección finita y, por lo tanto, tiene una intersección no vacía. Dado que {\displaystyle \operatorname {diam} ({\bar {p}})=\operatorname {diam} (p)} y el modelo de base {\displaystyle V} heredan una métrica del universo {\displaystyle U}, el conjunto {\displaystyle C} tiene elementos de diámetro arbitrariamente pequeño. Finalmente, hay exactamente un real que pertenece a todos los miembros del conjunto {\displaystyle C}. El filtro genérico {\displaystyle G} se puede reconstruir a partir de {\displaystyle r_{G}} como {\displaystyle G=\{p\in P:r_{G}\in {\bar {p}}\}}.
Si {\displaystyle a} es el nombre de {\displaystyle r_{G}}, y para {\displaystyle B\in V} contiene {\displaystyle V\models } "{\displaystyle B} es el conjunto de medida 1 de Borel", entonces se mantiene que
{\displaystyle V[G]\models \left(p\Vdash _{\mathbb {P} }a\in {\check {B}}\right)}
para algunos {\displaystyle p\in G}. Hay un nombre {\displaystyle a} tal que para cualquier filtro genérico {\displaystyle G} se mantiene que
{\displaystyle \operatorname {val} (a,G)\in \bigcup _{p\in G}{\bar {p}}.}
Luego
{\displaystyle V[G]\models \left(p\Vdash _{\mathbb {P} }a\in {\check {B}}\right)}
se mantiene para cualquier condición {\displaystyle p}.
Cada conjunto de Borel puede construirse, de forma no única, a partir de intervalos con puntos finales racionales y aplicando las operaciones de complemento y uniones contables, un número contable de veces. El registro de tal construcción se denomina "código de Borel". Dado un conjunto de Borel {\displaystyle B} en {\displaystyle V}, se recupera un código de Borel y luego se aplica la misma secuencia de construcción en {\displaystyle V[G]}, obteniendo un conjunto de Borel {\displaystyle B^{*}}. Se puede demostrar que se obtiene el mismo conjunto independientemente de la construcción de {\displaystyle B}, y que las propiedades básicas se preservan. Por ejemplo, si {\displaystyle B\subseteq C}, entonces {\displaystyle B^{*}\subseteq C^{*}}. Si {\displaystyle B} tiene medida cero, {\displaystyle B^{*}} tiene medida cero. Esta aplicación {\displaystyle B\mapsto B^{*}} es inyectiva.
Para cualquier conjunto {\displaystyle B\subseteq [0,1]} tal que {\displaystyle B\in V} y {\displaystyle V\models } "{\displaystyle B} es un conjunto de Borel de medida 1" que contiene {\displaystyle r\in B^{*}}.
Esto significa que {\displaystyle r} es una "secuencia aleatoria infinita de 0 y 1" desde el punto de vista de {\displaystyle V}, lo que significa que satisface todas las pruebas estadísticas del modelo de base {\displaystyle V}.
Entonces, dado {\displaystyle r}, un real aleatorio, se puede demostrar que
{\displaystyle G=\left\{B~({\text{in }}V)\mid r\in B^{*}~({\text{in }}V[G])\right\}.}
Debido a la interdefinibilidad mutua entre {\displaystyle r} y {\displaystyle G}, generalmente se escribe {\displaystyle V[r]} para {\displaystyle V[G]}.
Dana Scott proporcionó una interpretación diferente de los reales mediate {\displaystyle V[G]}. Los números racionales en {\displaystyle V[G]} tienen nombres que corresponden a numerosos valores racionales distintos asignados a una anticadena máxima de conjuntos de Borel; en otras palabras, una determinada función de valor racional en {\displaystyle I=[0,1]}. Los números reales en {\displaystyle V[G]} corresponden a los cortes de Dedekind de dichas funciones, es decir, se trata de una función medible.

## Modelos con valor booleano
Quizás más claramente, el método se puede explicar en términos de modelos con valores booleanos. En estos, a cualquier declaración se le asigna un valor de verdad de alguna álgebra booleana completa sin átomos, en lugar de solo un valor verdadero/falso. Luego, se elige un ultrafiltro en esta álgebra booleana, que asigna valores verdadero/falso a los enunciados de la teoría objeto de estudio. El caso es que la teoría resultante tiene un modelo que contiene este ultrafiltro, que puede entenderse como un nuevo modelo obtenido ampliando el anterior con el mencionado ultrafiltro. Al elegir un modelo con valor booleano de una manera adecuada, se puede obtener un modelo que tenga la propiedad deseada. En él, solo las declaraciones que deben ser verdaderas ("forzadas" a ser verdaderas) serán verdaderas, en cierto sentido (ya que tiene esta propiedad de extensión/minimalidad).

## Explicación metamatemática
Al proceder al forzado, generalmente se busca mostrar que algunas sentencias son consistentes con {\displaystyle {\mathsf {ZFC}}} (u opcionalmente alguna extensión de {\displaystyle {\mathsf {ZFC}}}). Una forma de interpretar el argumento es asumir que {\displaystyle {\mathsf {ZFC}}} es consistente y luego demostrar que {\displaystyle {\mathsf {ZFC}}} combinado con la nueva sentencia también es consistente.
Cada "condición" es una pieza finita de información; la idea es que solo las piezas finitas son relevantes para la consistencia, ya que, según el teorema de compacidad, una teoría es satisfactoria si y solo si cada subconjunto finito de sus axiomas es satisfactorio. Entonces se puede elegir un conjunto infinito de condiciones consistentes para extender el modelo estudiado. Por lo tanto, asumiendo la consistencia de {\displaystyle {\mathsf {ZFC}}}, se prueba la consistencia de {\displaystyle {\mathsf {ZFC}}} extendida por este conjunto infinito.

## Explicación lógica
Por los teoremas de incompletitud de Gödel, no se puede probar la consistencia de una teoría formal suficientemente fuerte, como {\displaystyle {\mathsf {ZFC}}}, usando solo los axiomas de la teoría misma, a menos que la teoría sea inconsistente. En consecuencia, los matemáticos no intentan probar la consistencia de {\displaystyle {\mathsf {ZFC}}} usando solo los axiomas de {\displaystyle {\mathsf {ZFC}}}, o probar que {\displaystyle {\mathsf {ZFC}}+H} es consistente para cualquier hipótesis {\displaystyle H} usando solo {\displaystyle {\mathsf {ZFC}}+H}. Por esta razón, el objetivo de una prueba de coherencia es demostrar la coherencia de {\displaystyle {\mathsf {ZFC}}+H} en relación con la coherencia de {\displaystyle {\mathsf {ZFC}}}. Tales problemas se conocen como problemas de consistencia relativa, uno de los cuales demuestra que
(*) {\displaystyle {\mathsf {ZFC}}\vdash \operatorname {Con} ({\mathsf {ZFC}})\rightarrow \operatorname {Con} ({\mathsf {ZFC}}+H).}
A continuación se muestra el esquema general de las pruebas de coherencia relativa. Como cualquier prueba es finita, usa solo un número finito de axiomas:
{\displaystyle {\mathsf {ZFC}}+\lnot \operatorname {Con} ({\mathsf {ZFC}}+H)\vdash (\exists T)(\operatorname {Fin} (T)\land T\subseteq {\mathsf {ZFC}}\land (T\vdash \lnot H)).}
Para cualquier prueba dada, {\displaystyle {\mathsf {ZFC}}} puede verificar la validez de esta prueba. Esto se puede demostrar por inducción sobre la longitud de la prueba.
{\displaystyle {\mathsf {ZFC}}\vdash (\forall T)((T\vdash \lnot H)\rightarrow ({\mathsf {ZFC}}\vdash (T\vdash \lnot H))).}
Entonces se resuelve
{\displaystyle {\mathsf {ZFC}}+\lnot \operatorname {Con} ({\mathsf {ZFC}}+H)\vdash (\exists T)(\operatorname {Fin} (T)\land T\subseteq {\mathsf {ZFC}}\land ({\mathsf {ZFC}}\vdash (T\vdash \lnot H))).}
Al demostrar lo siguiente
(**) {\displaystyle {\mathsf {ZFC}}\vdash (\forall T)(\operatorname {Fin} (T)\land T\subseteq {\mathsf {ZFC}}\rightarrow ({\mathsf {ZFC}}\vdash \operatorname {Con} (T+H))),}
se puede concluir que
{\displaystyle {\mathsf {ZFC}}+\lnot \operatorname {Con} ({\mathsf {ZFC}}+H)\vdash (\exists T)(\operatorname {Fin} (T)\land T\subseteq {\mathsf {ZFC}}\land ({\mathsf {ZFC}}\vdash (T\vdash \lnot H))\land ({\mathsf {ZFC}}\vdash \operatorname {Con} (T+H))),}
que es equivalente a
{\displaystyle {\mathsf {ZFC}}+\lnot \operatorname {Con} ({\mathsf {ZFC}}+H)\vdash \lnot \operatorname {Con} ({\mathsf {ZFC}}),}
lo que da (*). El núcleo de la prueba de coherencia relativa está demostrando (**). Se puede construir una prueba {\displaystyle {\mathsf {ZFC}}} de {\displaystyle \operatorname {Con} (T+H)} para cualquier subconjunto finito dado {\displaystyle T} de los axiomas {\displaystyle {\mathsf {ZFC}}} por medio de instrumentos {\displaystyle {\mathsf {ZFC}}}, por supuesto. En cualquier caso, no existe una prueba universal de {\displaystyle \operatorname {Con} (T+H)}).
En {\displaystyle {\mathsf {ZFC}}}, se puede demostrar que para cualquier condición {\displaystyle p}, el conjunto de fórmulas (evaluadas por nombres) forzadas por {\displaystyle p} se cierra deductivamente. Además, para cualquier axioma {\displaystyle {\mathsf {ZFC}}}, {\displaystyle {\mathsf {ZFC}}} prueba que este axioma es impuesto por {\displaystyle \mathbf {1} }. Entonces basta con probar que existe al menos una condición que obliga a {\displaystyle H}.
En el caso del forzado con valor booleano, el procedimiento es similar: probar que el valor booleano de {\displaystyle H} no es {\displaystyle \mathbf {0} }.
Otro enfoque utiliza el teorema de reflexión. Para cualquier conjunto finito dado de axiomas {\displaystyle {\mathsf {ZFC}}}, existe una prueba {\displaystyle {\mathsf {ZFC}}} de que este conjunto de axiomas tiene un modelo transitivo contable. Para cualquier conjunto finito dado {\displaystyle T} de axiomas {\displaystyle {\mathsf {ZFC}}}, hay un conjunto finito {\displaystyle T'} de axiomas {\displaystyle {\mathsf {ZFC}}} tal que {\displaystyle {\mathsf {ZFC}}} prueba que si un modelo transitivo contable {\displaystyle M} satisface {\displaystyle T'}, entonces {\displaystyle M[G]} satisface {\displaystyle T}. Demostrando que hay un conjunto finito {\displaystyle T''} de axiomas {\displaystyle {\mathsf {ZFC}}} tal que si un modelo transitivo contable {\displaystyle M} satisface {\displaystyle T''}, entonces {\displaystyle M[G]} satisface la hipótesis {\displaystyle H}. Entonces, para cualquier conjunto finito dado {\displaystyle T} de axiomas {\displaystyle {\mathsf {ZFC}}}, {\displaystyle {\mathsf {ZFC}}} prueba que {\displaystyle \operatorname {Con} (T+H)}.
A veces, en (**), se usa una teoría más fuerte {\displaystyle S} que {\displaystyle {\mathsf {ZFC}}} para probar que {\displaystyle \operatorname {Con} (T+H)}. Entonces se tiene una prueba de la consistencia de {\displaystyle {\mathsf {ZFC}}+H} en relación con la consistencia de {\displaystyle S}. Téngase en cuenta que {\displaystyle {\mathsf {ZFC}}\vdash \operatorname {Con} ({\mathsf {ZFC}})\leftrightarrow \operatorname {Con} ({\mathsf {ZFL}})}, donde {\displaystyle {\mathsf {ZFL}}} es {\displaystyle {\mathsf {ZF}}+V=L} (el axioma de constructibilidad).